# Clã Mizuno

Mon do clã Mizuno

O clã Mizuno (水野氏, Mizuno-shi) foi um clã do Japão que alegava descendência do ramo Seiwa Genji do clã Minamoto. No Período Edo, o clã Mizuno produziu diversos fudai daimyo subordinados ao xogunato Tokugawa, bem como incontáveis famílias de hatamoto. Odai, mãe de Tokugawa Ieyasu, era filha de um Mizuno; especificamente Mizuno Tadamasa do Castelo de Kariya.
O reformador político do final do Período Edo Mizuno Tadakuni era descendente do clã.